# Ami (pueblo)
Los amis (en chino, 阿美族; pinyin, āměi-zú; también Ami o Pangcah) son un pueblo aborigen de Taiwán, uno de los 14 reconocidos por el Consejo de Pueblos Indígenas de Taiwán. Su idioma es el Amis. Su territorio ubicado al oriente de la isla, incluye el largo y estrecho valle entre las Montañas Centrales y las Montañas Costeras, la costa del Pacífico al este de estas montañas y la península de Hengchun.

## Identidad
Los amis se llaman a sí mismos Pangcah, que significa "humanos" o "gente como nosotros". La palabra "amei" o "ami" significa "norte" y no hay consenso, entre los estudiosos, sobre la razón por la cual de les designa con ella, si eran llamados así por sus vecinos sureños los puyuma o por la creencia Pangcah de que sus ancestros llegaron desde el norte o simplemente porque se refería la ubicación "al norte de Falagaw" para las comunidades actualmente ubicadas entre Chengkong y la llanura de Taitung Plain
Tradicionalmente son matrilineales. La mujer tiene facultad de decidir los asuntos domésticos, incluso los económicos. Los amis son originariamente pescadores y actualmente cultivadores de arroz. La más importante entre las ceremoonias tradicionales es el Festival de la Cosecha durante el cual demuestran agradecimiento y aprecio a los dioses y ruegan por el éxito de la siguiente cosecha. Se realiza cada año entre julio y septiembre.
Las investigaciones genéticas han relacionado estrechamente a los amis con poblaciones de Filipinas y específicamente con la corriente migratoria que pobló Polinesia.

## Demografía
Para el año 2000 los amis eran 148.992 personas, la más numerosa de las etnias nativas y aproximadamente el 37.5% del total de la población aborigen de Taiwán. Cada aldea ami tienen entre 500 y 1000 Habitantes. Entre los aborígenes que viven en las ciudades de Taiwán, los amis son el mayor grupo constituyendo "tribus urbanas" por toda la isla. 

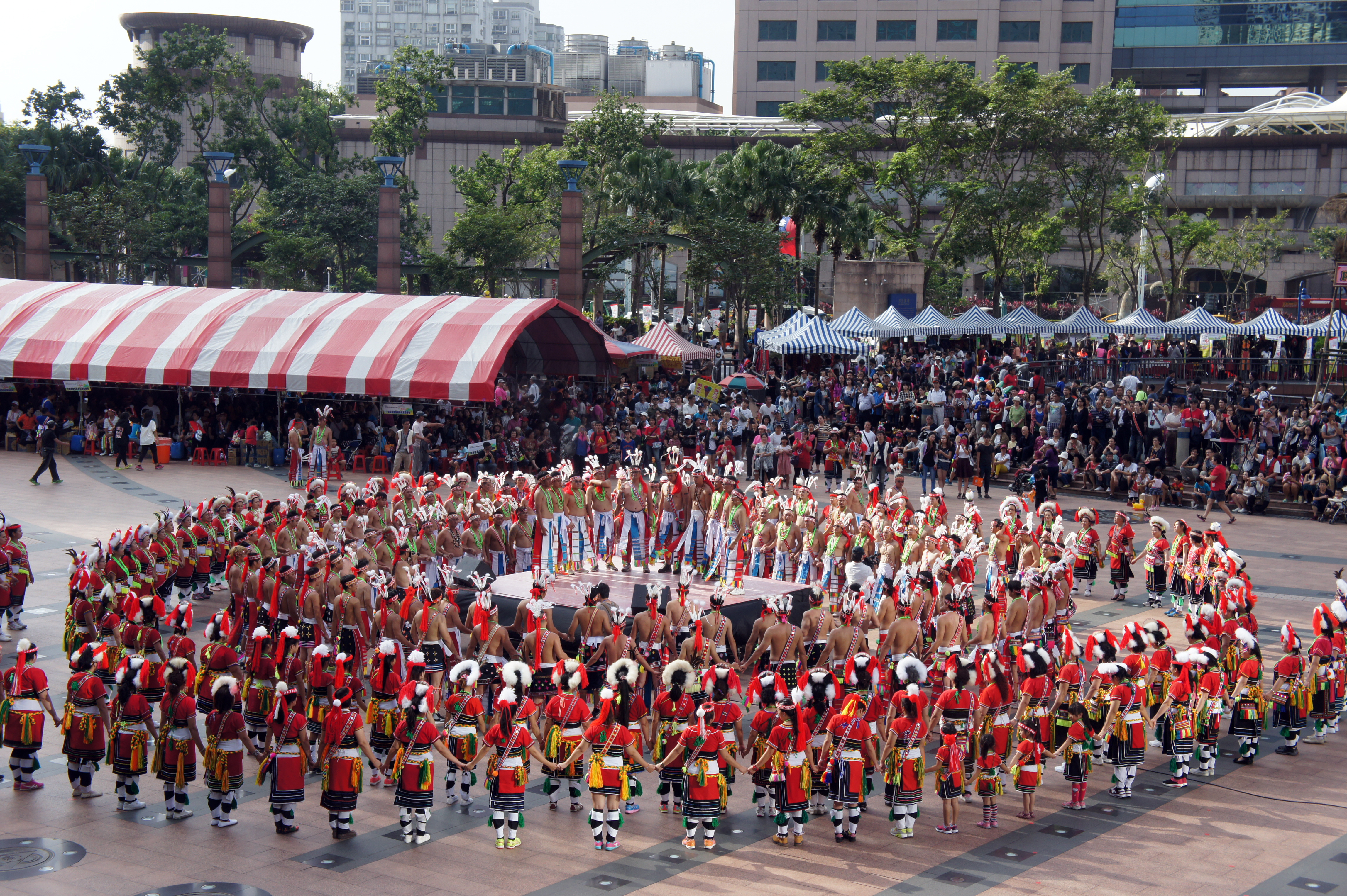
Amis Malikuda 01

la segunda es (pueblo) Bunun

### Clasificación
Los amis son clasificados en cinco grupos:
- Norte Chihlai/Llanura de Hualien
- Medio Montañas Costeras
- Costero costas al oriente de las Montañas Costeras
- Falangaw entre Chengkong y la llanura de Taitung Plain
- Hengchun Península de Hengchun

Aunque esta clasificación es ampliamente aceptada, se basa en criterios meramente geográficos más que en características culturales, lingüísticas o físicas.

## Otra información
Aunque mucha gente no conozca directamente a los amis, si se les conoce porque el proyecto musical Enigma usó un canto ami para la canción "Return to Innocence"  que forma parte de su segundo álbum, The Cross of Changes. Esta se convirtió en la canción oficial de los Juegos Olímpicos de Atlanta 1996. El coro principal fue interpretado por Difang (nombre en chino Kuo Ying-nan) y su esposa, Igay (nombre en chino Kuo Hsiu-chu), integrantes de un grupo de interpretación de música y cultura aborigen de Taiwán. El caso provocó un litigio jurídico porque Enigma no mencionó el origen étnico de la canción ni de los intérpretes. La música ami es conocida por su compleja polifonía contrapuntual.
Entre las personalidades famosas de ascendencia ami están el beisbolista Chin-hui Tsao, el declatonista olímpico Yang Chuan-kwang, la violinista de la Orquesta de Florida Nancy Chang y los cantantes Chang Chen-yue, A-Lin, Show Luo y Tank.